# 1º dicembre
Il 1º dicembre o primo dicembre è il 335º giorno del calendario gregoriano (il 336º negli anni bisestili). Mancano 30 giorni alla fine dell'anno. 
In quanto primo del mese, a differenza degli altri giorni, è solitamente scritto con l'indicatore ordinale. Tuttavia, sebbene sconsigliabile, è in aumento l'uso della forma con il numerale cardinale (1 dicembre).

## Eventi
- 1299 – Nella battaglia di Falconara, l'esercito di Federico III di Sicilia sconfigge quello del Regno di Napoli comandato da Filippo I d'Angiò
- 1328 – Terremoto a Norcia
- 1640 – Il Portogallo riottiene l'indipendenza dalla Spagna e Giovanni IV del Portogallo diventa re
- 1822 – Pietro I viene incoronato imperatore del Brasile
- 1824 – Alle elezioni presidenziali negli Stati Uniti d'America, poiché nessun candidato ricevette la maggioranza dei Grandi elettori, la Camera dei rappresentanti riceve il compito di decidere il vincitore (come previsto dal XII emendamento della Costituzione)
- 1913 – La Ford introduce la prima catena di montaggio, riducendo il tempo di assemblaggio di uno chassis dalle 12 ore e mezza di ottobre a 2 ore e 40 minuti; anche se Ford non fu il primo a usare la catena di montaggio, il suo successo diede avvio all'era della produzione di massa
- 1918
  - L'Islanda diventa un regno con autogoverno, pur rimanendo unita alla Danimarca
  - La Transilvania si unisce alla Romania, seguendo l'incorporazione di Bessarabia e Bucovina, avvenuta il 27 marzo
  - Viene proclamato il Regno dei Serbi, Croati e Sloveni (in seguito noto come Regno di Jugoslavia)
- 1923 – In Valle di Scalve (BG) crolla la diga del Gleno causando oltre 350 morti
- 1925 – Patto di Locarno: la stesura finale del documento viene firmata a Londra, stabilendo gli aggiustamenti territoriali post-guerra in cambio della normalizzazione delle relazioni con la Germania sconfitta
- 1934 – In Unione Sovietica, il membro del Politburo Sergej Kirov viene ucciso nel quartier generale del Partito Comunista di Leningrado, da Leonid Nikolaev (si ritiene diffusamente che il leader sovietico Iosif Stalin ordinò l'omicidio)
- 1941 – Seconda guerra mondiale: l'ex sindaco di New York, Fiorello La Guardia, e il direttore dell'Ufficio di Difesa Civile, firmano l'ordine di creazione della Civil Air Patrol (CAP) come corpo civile ausiliario dell'Aviazione Militare degli Stati Uniti
- 1944 – Edward Stettinius Jr. diventa l'ultimo Segretario di Stato dell'amministrazione Roosevelt, occupando il posto lasciato vacante da Cordell Hull
- 1952 – Il New York Daily News porta in prima pagina la notizia che Christine Jorgensen, una donna transessuale danese, è diventata la prima persona a subire con esito positivo un'operazione chirurgica per il cambio del sesso
- 1955 – A Montgomery (Alabama), la sarta Rosa Parks si rifiuta di cedere il posto sull'autobus a un uomo bianco e viene arrestata per aver violato le leggi di segregazione razziale della città; come conseguenza, Martin Luther King Jr. guiderà il riuscito boicottaggio dei bus di Montgomery
- 1956 – Il leader politico indonesiano Mohammad Hatta rassegna le dimissioni dalla carica di vicepresidente della Repubblica d'Indonesia
- 1958 – La Repubblica Centrafricana ottiene l'indipendenza dalla Francia
- 1959 – Il Trattato Antartico viene firmato da 12 nazioni, fra cui USA e URSS, per destinare l'Antartide a riserva scientifica e vietare l'attività militare su quel continente; questo è il primo accordo per il controllo degli armamenti durante la guerra fredda
- 1963 – Il Nagaland diventa il 16º Stato dell'India
- 1964 – Guerra del Vietnam: il presidente statunitense Lyndon B. Johnson e i suoi massimi consiglieri si incontrano per discutere i piani per il bombardamento del Vietnam del Nord; dopo qualche dibattito, concordano per adottare un piano suddiviso in due fasi
- 1965 – In India viene formata la Forza di Sicurezza di Confine, come corpo speciale per controllare i confini
- 1969
  - Guerra del Vietnam: si tiene la prima chiamata di leva militare a sorteggio negli USA dalla fine della seconda guerra mondiale; il 4 gennaio 1970, il New York Times pubblicherà il lungo articolo Gli statistici accusano, la lotteria per il reclutamento non era casuale
  - Inizia la pubblicazione del fumetto Doraemon di Fujiko F. Fujio
- 1970 – Il parlamento italiano approva la legge che regola l'istituto del divorzio, e che porta il nome dei primi firmatari, Loris Fortuna e Antonio Baslini
- 1971 – Guerra civile cambogiana: i Khmer rossi intensificano gli assalti alle posizioni del governo cambogiano, costringendoli a ritirarsi da Kompong Thmar e dalla vicina Ba Ray, 10 chilometri a nord-est di Phnom Penh
- 1973 – La Papua Nuova Guinea ottiene l'autogoverno dall'Australia
- 1986 – Inaugurazione del Musée d'Orsay di Parigi
- 1987 – La NASA annuncia il nome delle quattro compagnie che ottengono i contratti per la costruzione della Stazione Spaziale Internazionale: Boeing Aerospace, la divisione aerospazio della General Electric, McDonnell Douglas, e la divisione Rocketdyne della Rockwell International
- 1988 – Introduzione della Giornata mondiale contro l'AIDS
- 1989
  - Guerra fredda: il parlamento della Germania Est abolisce le garanzie costituzionali che garantiscono al Partito Socialista Unificato il ruolo guida dello Stato; Egon Krenz, il Politburo e il Comitato Centrale si dimetteranno due giorni dopo
  - Città del Vaticano: papa Giovanni Paolo II riceve in Vaticano la visita di Michail Gorbačëv
- 1990
  - Operai francesi e britannici addetti allo scavo del Canale della Manica, si incontrano a 40 metri di profondità sotto il fondale della Manica, stabilendo il primo collegamento terrestre tra Gran Bretagna ed Europa continentale dall'ultima glaciazione
  - Il presidente del Ciad Hissène Habré viene rovesciato dal suo ex braccio destro Idriss Déby
  - Viene pubblicato sulla rivista giapponese Young Animal il primo capitolo del fumetto fantasy Berserk di Kentarō Miura
- 1991 – Guerra fredda: gli elettori ucraini approvano a larga maggioranza il referendum per l'indipendenza dall'Unione Sovietica
- 1998 – La Exxon annuncia un'offerta da 73,7 miliardi di dollari per acquisire la Mobil, creando così la ExxonMobil, la più grande compagnia petrolifera del pianeta
- 1999 – Inaugurazione dell'albergo a 7 stelle Burj al-Arab a Dubai
- 2001 – Si svolge in Italia la prima edizione del Linux Day in circa quaranta città sparse su tutto il territorio nazionale
- 2006 – Si conclude l'importante viaggio di papa Benedetto XVI in Turchia, che apre il dialogo verso ortodossi e musulmani
- 2007 – La TSI inizia le trasmissioni televisive nel formato 16:9
- 2008 – Allineamento tra Luna, Giove e Venere
- 2009 – Il Trattato di Lisbona entra in vigore, dopo la ratifica di tutti gli Stati dell'Unione europea
- 2019 - Primo caso ufficializzato di COVID-19 a Wuhan in Cina, che darà inizio alla Pandemia di COVID-19

## Nati
Ci sono circa 1 100 voci su persone nate il 1º dicembre; vedi la pagina Nati il 1º dicembre per un elenco descrittivo o la categoria Nati il 1º dicembre per un indice alfabetico.

## Morti
Ci sono circa 490 voci su persone morte il 1º dicembre; vedi la pagina Morti il 1º dicembre per un elenco descrittivo o la categoria Morti il 1º dicembre per un indice alfabetico.

## Feste e ricorrenze

### Civili
Internazionali:
- Giornata mondiale contro l'AIDS

Nazionali:
- Italia – Linux Day
- Romania – Giornata della Grande Unione

### Religiose
Cristianesimo:
- Sant'Agerico di Verdun, vescovo
- Sant'Albano, re d'Ungheria
- Sant'Alessandro Briant, sacerdote gesuita, martire
- Sant'Ansano di Siena, martire
- San Charles de Foucauld (Carlo di Gesù), religioso
- San Castriziano di Milano, vescovo
- San Donnolo
- Sant'Ereswida di Chelles, regina e monaca benedettina
- Sant'Edmund Campion, gesuita, martire
- Sant'Eligio di Noyon, vescovo
- Sant'Evasio, vescovo e martire
- Santa Fiorenza, eremita
- San Girolamo de Pratis, martire mercedario
- San Hussik, vescovo in Armenia, martire
- San Leonzio di Fréjus, vescovo
- San Naum, profeta
- Sant'Olimpiade di Amelia, martire
- San Proietto diacono, martire
- San Rodolfo Sherwin, sacerdote e martire
- Sant'Ursicino di Brescia, vescovo
- Beato Antonio Bonfadini, francescano
- Beato Kazimierz Sykulski, martire
- Beata Maria Clementina Anuarite Nengapeta, martire
- Beato Giovanni Bech, abate e martire
- Beato Giovanni Gueruli da Verucchio, diacono
- Beata Liduina Meneguzzi, religiosa
- Beata Libânia do Carmo Galvão Mexia Telles de Albuquerque (Maria Clara di Gesù Bambino), fondatrice delle Suore francescane ospedaliere dell'Immacolata Concezione
- Beata Bruna Pellesi (Maria Rosa di Gesù), suora francescana
- Beato Riccardo Langley, martire

Religione romana antica e moderna:
- Calende
- Amore
- Fortuna Favorevole
- Giunone
- Nettuno al Circo Flaminio
- Pietà al Circo Flaminio
- Prudenza
- Venere
- Ludi Sarmatici, settimo e ultimo giorno